# تبان (سمك)
التِبان (الاسم العلمي: Auxis)، جنس الأسماك العظمية من شعاعيات الزعانف التي تعيش في المحيطات وتنتمي إلى فصيلة الإسقمريات.

## الأنواع
هناك أربعة أنواع في جنس التبان، والذي كان يُعتبر سابقًا نوع مُتعددالأنماط، لكل منهما نويعان
- Auxis brachydorax بروس بيدن كوليت & Aadland, 1996
- Auxis eudorax Collette & Aadland, 1996
- Auxis rochei Risso, 1810 (Bullet tuna)
- Auxis thazard برنار جيرمان دي لاسيبيد, 1800 (Frigate tuna)

.